# Henrik Jung
Henrik Jung (født 28. januar 1966) er en tidligere professionel dansk fodboldspiller (primært i forsvaret eller på midtbanen) og nu fodboldtræner, som under sin spillerkarriere var kendt som Henrik "Imre" Jensen. Henrik Jung fødtes med navnet Henrik Holger Frederiksen. Han er søn af den tidligere divisionsspiller Bent Frederiksen (for Kjøbenhavns Boldklub og Fremad Amager), som døde under afviklingen af en fodboldkamp, mens Henrik var seks år gammel. Henrik Jung fik først ændret sit efternavn til Henrik Jensen i 1977 og igen i 2002 blev det ændret – til Henrik Jung. Han er uddannet som automekaniker.

## Karriere

### Spillerkarriere
Da Henrik Jung var ung spillede han for Boldklubben Standard (6-10 år) fra Amager og efterfølgende for naboklubberne Tårnby Boldklub (10-14 år) samt Kastrup Boldklub (14-17 år), før han indledte sin tre-årige seniorkarriere på Kastrup Boldklubs førstehold i 1984. Her spillede han indtil 1987, og nåede at repræsentere Kastrup Boldklub på det danske ynglingelandshold 12 gange i perioden 1983-1984, hvorpå han udskiftede KB med en fuldtidsprofessionel kontrakt med Boldklubben 1903 i perioden 1987-1990.
Han debuterede for Boldklubben Frem den 17. marts 1991 på hjemmebane mod Odense Boldklub og spillede sin sidste kamp for klubben den 11. oktober 1992 på udebane mod F.C. København i Superligaen. I 1991 havde han to ophold – begge af ca. tre måneders varighed – først hos Fenerbahçe SK (hvor hans kontrakt ikke blev godkendt af det tyrkiske fodboldforbund) og senere hos Lille OSC, som dog ikke kastede en professionel kontrakt af sig og forblev derfor hos Boldklubben Frem. Han var dog tit skadet og efter 6 operationer og deraf afledte følgeskader måtte Henrik Imre stoppe den aktive spillerkarriere i en meget tidlig alder – som 27-årig. Højdepunktet i hans karriere oplevede han blot to uger for karrierestoppet, da han den 29. september 1992 i Valby Idrætspark var med til at vinde over schweiziske Neuchâtel Xamax FC i UEFA Cuppen med cifrene 4-1.
Tilnavnet "Imre" stammer oprindeligt fra den engelsk fodboldspiller Imre Varadi, idet han dagen efter en Tv-transmitteret fodboldkamp scorede et mål på nøjagtig samme flotte og specielle måde som Imre Varadi havde gjort det dagen forinden. Tilnavnet blev sidenhen hængende ved.

### Trænerkarriere
Et år efter afslutningen sin aktive spillerkarriere besluttede han sig for at fortsætte indenfor fodbolden og påbegyndte en trænerkarriere, hvor hans første job blev som assistenttræner hos københavnske Boldklubben Avarta i 1993 helt indtil 1996. I 1997 tog han skridtet videre og fortsatte som cheftræner i Tårnby Boldklub til og med 2000, hvorefter han trænede henholdsvis Måløv Boldklub i perioden 2001-2003 og sidenhen til Taastrup FC i perioden fra 2004 til efteråret 2005. I efteråret 2005 blev han fyret kort før efterårssæsonens afslutning og da valgte derfor at skifte til divisionsklubben Glostrup F.K..